# João Cancelo
João Pedro Cavaco Cancelo (Barreiro, 27. svibnja 1994.) portugalski je nogometaš koji igra na poziciji desnog i lijevog beka. Trenutačno igra za Al-Hilal.

## Klupska karijera

### Benfica
Za Benficu je službeno debitirao 25. siječnja 2014. kada je Benfica s minimalnih 1:0 dobila Gil Vicente u natjecanju Taça da Liga. U ligi je debitirao 10. svibnja u utakmici zadnjeg kola protiv Porta koji je pobijedio Benficu 2:1.

### Valencia
Dana 20. kolovoza 2014. Cancelo je posuđen Valenciji na jednu godinu uz mogućnost otkupa za 15 milijuna eura. U La Ligi je debitirao 25. rujna kada je Córdoba izgubila 3:0. Valencia je na kraju sezone otkupila Cancelov ugovor.
U UEFA Ligi prvaka je debitirao i postigao svoj prvi pogodak 16. rujna 2015. kada je Valenciju porazio Zenit rezultatom 2:3. Prvijenac u La Ligi postigao je 20. travnja 2016. u utakmici s Eibarom koja je završila 4:0.

### Inter Milan (posudba)
Dana 22. kolovoza 2017. Cancelo je poslan na posudbu iz Valencije u Inter Milanu do kraja sezone s mogućnošću otkupa, a Geoffrey Kondogbia poslan je na posudbu iz Inter Milana u Valenciju. Cancelo je u Serie A debitirao četiri dana kasnije kada je Roma izgubila 1:3. Prvi klupski pogodak postigao je 17. travnja 2018. u ligaškoj utakmici protiv Cagliarija koja je završila 4:0. Uvršten je u momčad sezone Serie A za tu sezonu. Unatoč tome Inter Milan ga nije otkupio.

### Juventus
Cancelo je 27. lipnja 2018. prešao u Juventus za iznos od 40,4 milijuna eura. U Serie A je debitirao 18. kolovoza kada je veronski Chievo poražen 2:3. S Juventusom je 16. siječnja 2019. osvojio superkup dobivši Milan 1:0. Klupski prvijenac postigao je 27. siječnja protiv Lazija koji je u ligaškoj utakmici izgubio 1:2. S Juventusom je u toj sezoni bio prvak Italije. Na kraju sezone ponovno je bio uvršten u momčad sezone Serie A.

### Manchester City
Dana 7. kolovoza 2019. Cancelo je potpisao šestogodišnji ugovor s Manchester Cityjem. Juventus je od Manchester Cityja dobio 27,4 milijuna eura plus Danila čime je iznos Cancelovog transfera sveukupno iznosio 60 milijuna eura. Cancelo je tako postao najskuplji desni bek u povijesti.  Svoj prvi klupski pogodak postigao je 18. prosinca kada je Oxford United ispao u četvrtfinalu Engleskog Liga kupa izgubivši 1:3. Svoj prvi pogodak u UEFA Ligi prvaka postigao je 3. studenog 2020. kada je Olympiakos poražen 3:0 u grupnoj fazi. Cancelo je svoj prvi ligaški pogodak postigao 26. siječnja 2021. u utakmici protiv West Bromwich Albiona koja je završila 0:5. Uvršten je u momčad godine Premier lige za sezone 2020./21. i 2021./22.

### Bayern München (posudba)
Cancelo je posuđen Bayernu 31. siječnja 2023. do kraja sezone uz mogućnost otkupa ugovora za 70 milijuna eura. Debitirao je i pritom asistirao 1. veljače u utakmici DFB-Pokala protiv Mainza koja je završila 0:4. Svoj prvi klupski pogodak postigao je 11. ožujka u utakmici Bundeslige protiv Augsburga kojeg je Bayern dobio 5:3. S Bayernom je osvojio naslov prvaka.

### Barcelona (posudba)
Manchester City posudio je Cancela Barceloni 1. rujna 2023. do kraja sezone.  Dva dana kasnije ostvario je svoj debi za Barcelonu u utakmici La Lige protiv Osasune koja je poražena 1:2. Cancelov prvi klupski pogodak postignut 16. rujna u ligaškoj utakmici protiv Real Betisa proglašen je pogotkom mjeseca La Lige. Postigao je gol i asistenciju 28. studenog u utakmici UEFA Lige prvaka protiv Porta koja je završila 2:1.

### Al-Hilal
Cancelo je 27. kolovoza 2024. napustio Manchester City i pritom potpisao trogodišnji ugovor s Al-Hilalom za navodni iznos od 21,2 milijuna funti.

## Reprezentativna karijera
Sa selekcijom Portugala do 21 godine bio je finalist na Europskom prvenstvu do 21 godine. Za A selekciju je debitirao i postigao svoj prvi gol 1. rujna 2016. kada je Gibraltar izgubio 5:0 u prijateljskoj utakmici. S Portugalom je osvojio UEFA Ligu nacija 2018./19. Cancelo je prvotno trebao biti dio portugalske momčadi na Europskom prvenstvu 2020., no dva dana prije prve utakmice grupne faze bio je pozitivan na COVID-19, stoga je izostao iz portugalske momčadi za to natjecanje. Bio je dio portugalske momčadi na Svjetskom prvenstvu 2022. i Europskom prvenstvu 2024.

## Priznanja

### Individualna
- Član momčadi godine Serie A: 2017./18.,[55] 2018./19.[27]
- Član momčadi godine Premier lige: 2020./21.,[33] 2021./22.[34]
- Član ESM-ove momčadi godine: 2020./21.,[56] 2021./22.[57]
- FIFA FIFPRO World 11: 2022.[58]
- Gol mjeseca La Lige: rujan 2023.[59]

### Klupska
Benfica
- Primeira Liga: 2013./14.[4]

Juventus
- Serie A: 2018./19.[60][61]
- Supercoppa Italiana: 2018.[62]

Manchester City
- Premier liga: 2020./21., 2021./22., 2022./23.[2]
- Engleski Liga kup: 2020./21.[63]
- UEFA Liga prvaka: 2022./23.;[64] finalist: 2020./21.[65]

Bayern Műnchen
- Bundesliga: 2022./23.[66]

### Reprezentativna
Portugal do 21
- Europsko prvenstvo do 21 godine (finalist): 2015.[49]

Portugal
- UEFA Liga nacija: 2018./19.[67]

## Vanjske poveznice
- Profil, Barcelona